# Modimolle
Modimolle (anteriormente Nylstroom) es una localidad sudafricana de la provincia de Limpopo.

## Geografía
Está ubicada en el distrito de Waterberg, del cual es capital, al norte de Pretoria, a una altitud de alrededor de unos 1295 m sobre el nivel del mar. Al norte de la localidad había yacimientos de oro.

## Historia
El asentamiento habría sido fundado hacia 1860 y debía su antiguo nombre (Nylstroom) a la creencia de los primeros trekboer de que el río que habían descubierto era la corriente principal del Nilo. En el pasado perteneció al Transvaal. A comienzos del siglo XX, en 1904, Nylstroom tenía contabilizada una población de 599 habitantes. En 2002 la localidad se renombró a Modimolle.